# Mustahil
Mustahil (auch Moustahil oder Mustahīl; Amharisch ሙስታሂል, Somali Mustaxiil) ist der Hauptort der gleichnamigen Woreda Mustahil in der Gode-Zone in der Somali-Region Äthiopiens.  Er liegt am Fluss Shabelle nahe der Grenze zu Somalia.
2005 hatte Mustahil nach Angaben der Zentralen Statistikagentur Äthiopiens 7.774 Einwohner. 1997 waren von 5.207 Einwohnern 99,5 % Somali. Wichtigster Clan sind die Habar-Gedir-Hawiya.
Mustahil war immer wieder von Überschwemmungen am Shabelle betroffen, unter anderem 1997, 1999, 2003 und 2006.
1978 blieb Mustahil auch nach der Niederlage Somalias im Ogadenkrieg zunächst unter Kontrolle somalischer Truppen, ebenso wie der nahe Grenzort Ferfer, Geladin und Shilabo.
Im März 2009 gab die separatistische Ogaden National Liberation Front an, sie habe Mustahil erobert und kämpfe zudem um Kalafo und Warder, wobei über 80 äthiopische Soldaten getötet worden seien. Die äthiopische Regierung vermeldete hingegen, die ONLF-Kämpfer seien auf der Flucht.